# Verrerie de Trinquetaille
La Verrerie de Trinquetaille est une fabrique de produits verriers, située dans le quartier de Trinquetaille, à Arles, dans les Bouches-du-Rhône. Elle constitue un des rares sites préindustriels encore lisible dans la région, d'autant plus qu'il n'y a eu que très peu d'industrie verrière à Arles. 
La fabrique a produit notamment des bonbonnes en verre, type Dame jeanne. La révolution française aura raison de cette entreprise, qui ne fonctionnera qu'une vingtaine d'années.

## Histoire
Durant la première moitié du XVIIIe siècle, une manufacture de verre blanc s'installe dans le quartier de la Cavalerie. Transférée à Trinquetaille, elle est en activité pendant 6 ans et est contrainte de fermer car le combustible (le bois) est peu présent dans la région, ce qui entraîne un surcoût.

### Les propriétaires successifs
En 1782, un maître verrier normand associé à deux Arlésiens : un commerçant et un avocat s'installent sur le site, utilisant des bâtiments existants et en créent de nouveaux. Ce verrier choisit son installation dans la région, pour l'utilisation des ressources locales : sable du Rhône et soude de Camargue. 
Le bail avec le propriétaire des lieux, Monsieur Datty, a été signé le 3 février 1781, mais le conseil communale de la ville d'Arles ne donna son accord d'installation, qu'un an après, le 10 mars 1782. Dans la semaine suivante, la société « Grigniard et Cie » est définitivement créée pour la gestion de la verrerie, un bail de 9 ans est confirmé avec le propriétaire. Malgré ce contrat, Monsieur Datty cherchera à faire casser le bail, en 1785. Après plusieurs mois de tentatives juridiques, il finit par vendre le terrain et les bâtiments à la société gérante de la verrerie, pour la somme de 11 000 livres.
En 1791, les trois associés n'ont pas encore remboursé leurs dettes. La fabrique passe alors aux mains de quatre bourgeois arlésiens. En 1791, un seul propriétaire détient la manufacture, Joseph Yvaren. Grignard et Boulouvard, deux des quatre associés arlésiens sont arrêtés car royalistes et guillotinés sur la Canebière..
En 1799, son activité s'arrête définitivement : la conjoncture défavorable (blocus continental, surimposition, crise révolutionnaire) a rendu fragile sa situation. Le coût du transport du charbon l'empêche de rester compétitive. L'industrie verrière se voit tenue par les propriétaires de sites d'extraction.
À la suite de la destruction de l'église paroissiale St Pierre de Trinquetaille au cours de la Seconde Guerre mondiale, la grande halle aurait servi d'église.

### La verrerie à l'époque contemporaine
En 1979, la ville rachète le site qui servait de squat. La municipalité Perrot souhaite raser les bâtiments excepté la grande halle pour construire des logements. En 1982, des vestiges archéologiques témoignant d'un habitat antique luxueux sont découverts. En 1987, la grande halle classée au titre des monuments historiques depuis le 11 décembre 1987. Les autres bâtiments sont inscrits au titre des monuments Historiques à la même date. En 1996, le bâtiment correspondant aux logements des ouvriers accueille la nouvelle mairie annexe.
En 2014, un projet de mise en valeur est envisagé par la Mairie. En 2016, les travaux de consolidation de la toiture sont mis en œuvre.

## Fonctionnement à l'époque

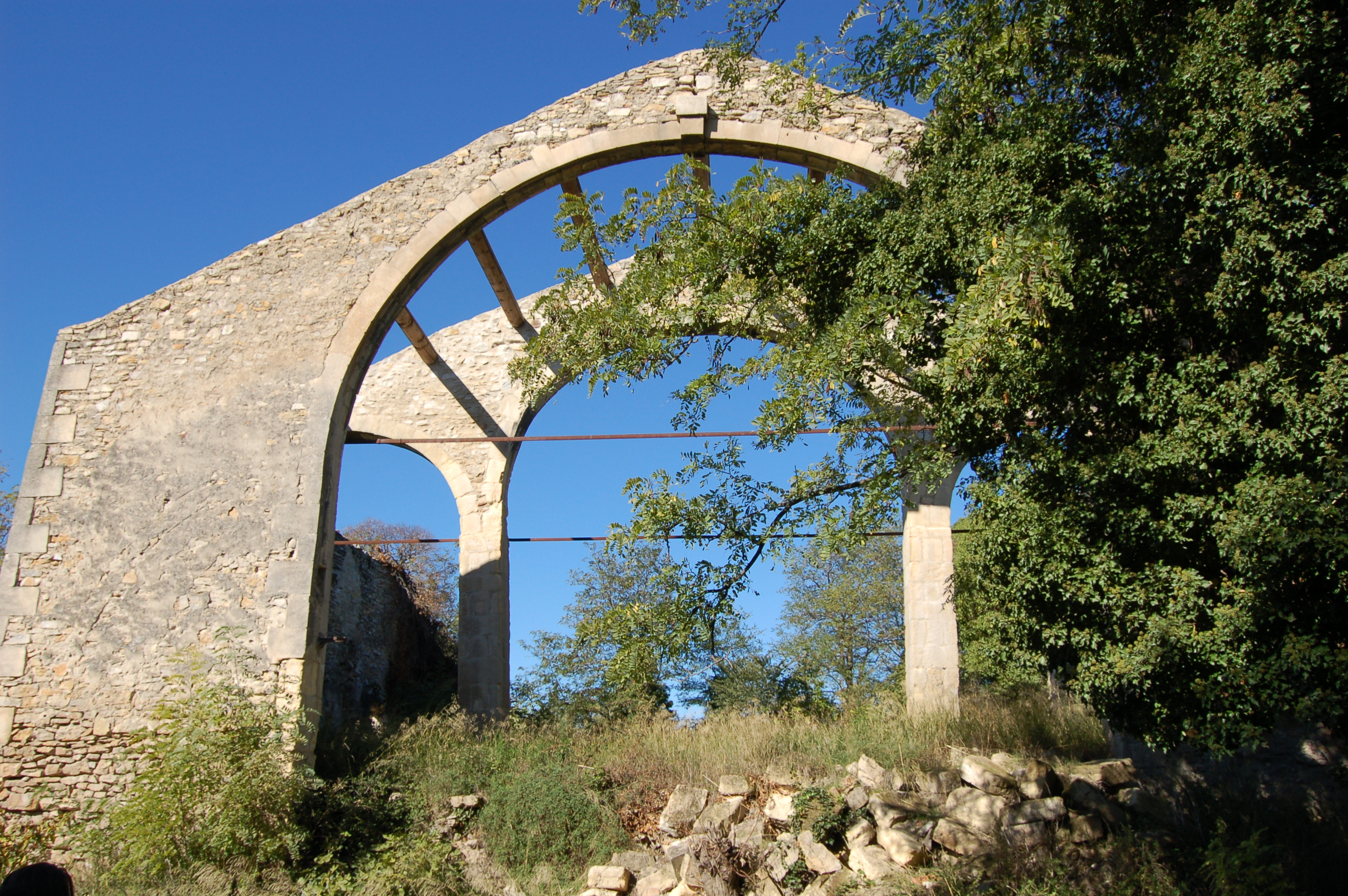
Grande halle de la verrerie de Trinquetaille

cette manufacture fonctionne jour et nuit (25 fontes par mois), 6 à 7 mois par an car la marche estivale des verreries est interdite en Provence pour une fabrication de 600 bouteilles par jour. 40 personnes étaient logées sur place. Voici les différents métiers qu'on pouvait y trouver :
- les apprentis, les "gamins" qui vont chercher le sable (à l'île des Sables) et cueillent le verre (4),
- les ouvriers souffleurs, les "grands garçons" qui soufflent le verre de façon grossière (4),
- le maître-verrier qui fignole le travail,
- les tiseurs de feu (4),
- le régisseur de site,
- les porteurs de bouteilles (4),
- les magasiniers (3),
- le fondeur,
- les tamiseurs (4 au minimum),

pour la confection des creusets en terre :
- le potier,
- l'homme pour "marcher la terre",
- le fileur

pour la fabrication des outils :
- un maréchal

pour le transport des matières premières et des produits finis :
- un charretier

puis,
- une balayeuse chargée de l'entretien de la cour où est stocké le charbon,

enfin : 
- le fouet et le triangle (?).

### Sa production
Cette fabrique de verre noir (couleur verre bouteille) à partir de sable et de soude (produite à partir de la salicorne présente en Camargue) produisait des bouteilles ordinaires ou « pintes de Paris » (1/3), des bordelaises (1/3) et 1/3 de produits très divers : bouteilles à huile,  bouteilles anglaises,  chopines, « damesjeannes », carafes.
Ces contenants ainsi produits sont ensuite transportés par le Rhône, vides. Un ramassage était organisé avant l'ouverture annuelle de la fabrique permettant de collecter les cendres « lessivées » et le verre cassé des ménages d'Arles et de ses environs. Le charbon de terre importé de Rives de Giers (Loire) était utilisé comme combustible (1440 tonnes en 1785).
Cette production était ensuite exportée. À titre d'exemple, en 1793, sur 313 500 pièces, 96000 étaient vendues au magasin, 73000 parties à Gênes, 55000 à Nice, 54000 à Marseille, 34000 à Sète et 15000 à Toulouse. On suppose qu'une partie de ces pièces étaient exportées aux Amérique, principal débouché des verreries de Provence.

## Architecture
La verrerie de Trinquetaille est comporte une halle initiale, augmentée d'un bâtiment construit entre 1782 et 1785.Les bâtiments sont construits en pierre de taille (pierre de Beaucaire) et en pierre enduite à la chaux.
Le bâtiment A est présent avant la grande halle (bâtiment E) construite en 1783 sur un plan basilical abritant deux couloirs de circulation de l'air perpendiculaires autour d'un four central de fusion. On comptait plusieurs fours de recuits et creusets,.